# Althepus pictus
Althepus pictus är en spindelart som beskrevs av Tamerlan Thorell 1898. Althepus pictus ingår i släktet Althepus och familjen Ochyroceratidae.
Artens utbredningsområde är Myanmar. Inga underarter finns listade i Catalogue of Life.